# أيجون

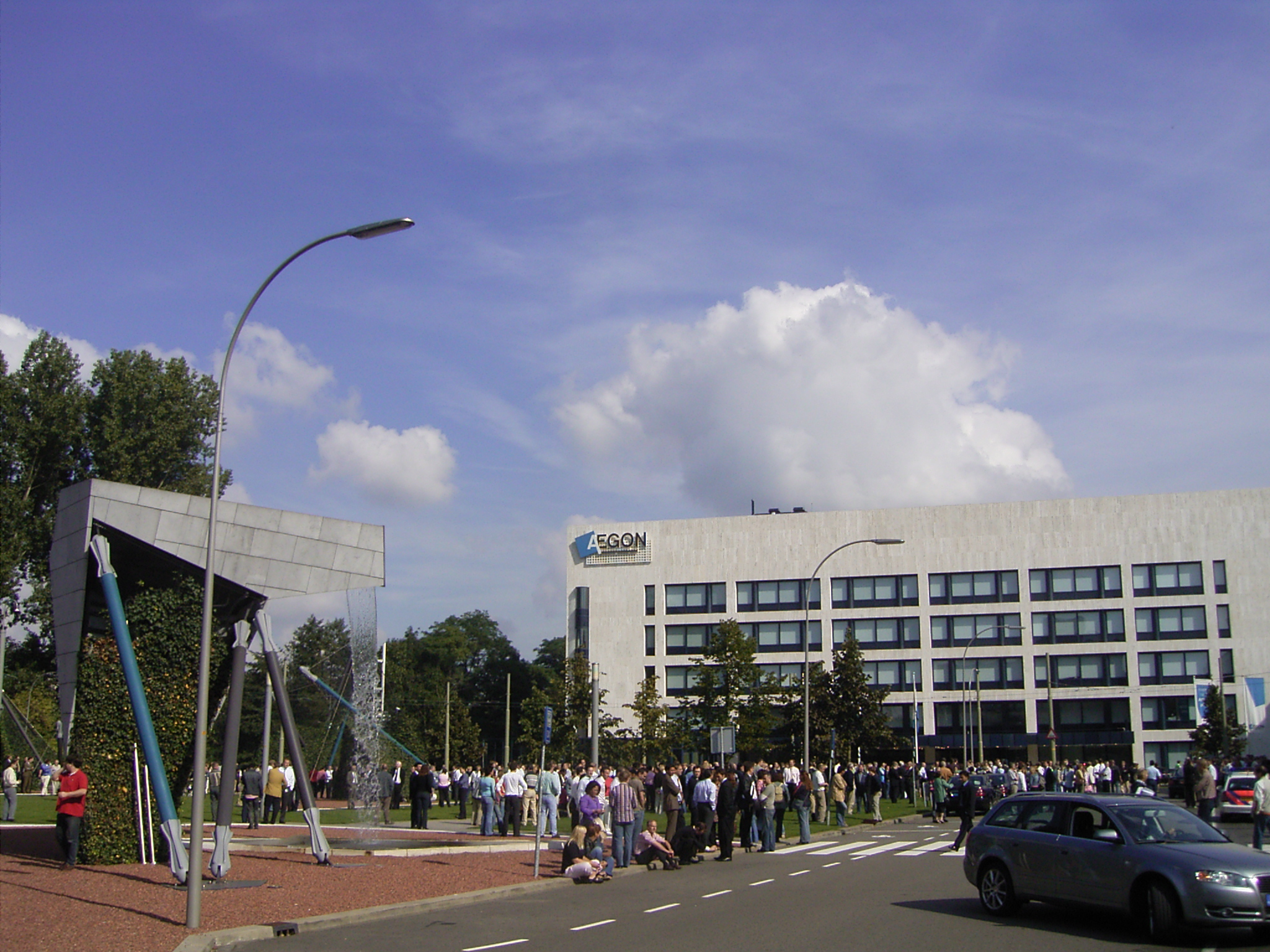
مقر أيجون العالمي في لاهاي

أيجون هي شركة متعددة الجنسيات للتأمين على الحياة والمعاشات وإدارة الأصول ومقرها لاهاي ، هولندا . اعتبارًا من 31 ديسمبر 2017 ، كانت شركات أيجون تستخدم ما يقرب من 28318 شخصًا حول العالم، تخدم ملايين العملاء. وهي مدرجة في بورصة أمستردام وهي مكون من مؤشر بورصة أمستردام . 

## الشركات التابعة والانقسامات

### شمال أمريكا
- أيجون الولايات المتحدة الأمريكية
- شركة ترانس أمريكا
- شركة ترانس أمريكا للاستشارات التأمين على الحياة
- شركة ترانس أمريكا للاستشارات التأمين على الحياة في نيويورك
- شبكة وكالة ترانس أمريكا
- شركة ستونبريدج للتأمين ضد الحوادث
- شركة ستونبريدج للتأمين على الحياة
- شركة ستونبريدج للتأمين ضد الحوادث
- شركة ترانس أمريكا للتأمين على الحياة
- شركة ترانس أمريكا بريميير للتأمين على الحياة
- المجموعة المالية العالمية في كندا
- المجموعة المالية العالمية الأمريكية

### هولندا
- أيجون ليفنسفيرزيرينج
- أيجون شاديفيزيرينج
- أيجون بنك
- أوبتاس للمعاشات
- إيجون سباركاس
- مجموعة يونيروب ميوس
- تي كيه بي للمعاشات
- أيجون هيبوثكين

### المملكة المتحدة
- الإنصاف الاسكتلاندي (يتم التداول باسم أيجون المملكة المتحدة)
- أوريجان للخدمات المالية
- حلول إيجابية
- كوفوندز
- بلاك روك المملكة المتحدة [بحاجة لمصدر] [بحاجة لتوضيح]
- على الصعيد الوطني [بحاجة لمصدر] [بحاجة لتوضيح]

### آخر
- أيجون اسبانيا (إسبانيا)
- شركة أيجون المجر للتأمينات العامة. (هنغاريا)
- إيجون بوزيتشين توارزيستو إيمريتالن (بولندا)

## الشركات المشتركة
- Aegon-CNOOC شركة التأمين على الحياة (50% مشترك مع CNOOC) (الصين)
- Aegon سوني التأمين على الحياة Cy (50% مشترك مع سوني) (اليابان)
- Caja بطليوس Vida y Pensiones (إسبانيا)
- بانكا سيفيكا الشركاء في المشاريع المشتركة: يمكن Vida y Pensiones S. A. de Seguros (50% مشروع مشترك) ، Caja برغش فيدا (50%) ، Seguros de Salud (50%) (إسبانيا)
- Cantabris Vida Y Pensiones (50%) (إسبانيا)
- Liberbank Vida y Pensiones (50%) (إسبانيا)
- Unnim فيدا (50%) (50%) (إسبانيا)
- Aegon الصناعية شركة إدارة الصندوق. (49%) (الصين)
- AMVEST Vastgoed B. V. (هولندا)

### أسهم الشركة
- NV Levensverzekeringsmaatschappij "De Hoop" (33.3٪) (هولندا)
- Tenet Group Limited (22٪) (المملكة المتحدة)
- Seguros Argos (89٪) (المكسيك)
- Aegon Life Insurance Company Ltd [5] (49٪) (الهند)
- منغولير أيغون (50٪) (البرازيل)